# Новый Амстердам (телесериал, 2018)
«Новый Амстердам» (англ. New Amsterdam) — американский медицинско-драматический телесериал, снятый по мотивам книги бывшего врача Нью-Йоркской больницы «Белвью» доктора Эрика Мэнхеймера «12 пациентов: жизнь и смерть в госпитале Белевю». Премьера которого состоялась 25 сентября 2018 года на телеканале NBC. В феврале 2019 года было объявлено о продлении сериала на второй сезон. Премьера второго сезона состоялась 24 сентября 2019 года. 11 января 2020 года председатель телекомпании NBC Пол Телегди объявил о продлении сериала ещё на три сезона.
Премьера третьего сезона состоялась 2 марта 2021 года. Премьера четвертого сезона состоялась 21 сентября 2021 года. В марте 2022 года сериал был продлен на финальный пятый сезон который состоит из 13 эпизодов. Премьера пятого и финального сезона из 13 серий состоялась на канале NBC 20 сентября 2022 года. Телесериал завершился 17 января 2023 года.

## Сюжет
Телесериал рассказывает о докторе Максе Гудвине, который становится главврачом старейшей государственной больницы США «Новый Амстердам». Для обеспечения лучшей медицинской помощи пациентам, он развязывает войну с бюрократией, чтобы вернуть былую славу больнице, где способны лечить пациентов с Эболой, заключенных из тюрьмы «Райкерс» и президента Соединенных Штатов под одной крышей. Чем он может помочь? Врачи и персонал не верят новому главврачу, они слышали это и раньше от его предшественников. Не принимая «нет» за ответ, доктор Гудвин должен нарушить существующее положение дел и доказать, что он не остановится ни перед чем, чтобы вдохнуть новую жизнь в эту недоукомплектованную, недостаточно финансируемую и недооцененную больницу.

## Главные герои
- Доктор Макс Гудвин (Райан Эгголд) — Главный врач. Вступив в должность главврача старейшей государственной больницы США «Новый Амстердам», он развязывает войну с бюрократией, обещая врачам и персоналу вернуть славу и величие «Новому Амстердаму». Ранее работал в больнице Чайна-таун. Был женат на Джорджии Гудвин, которая родила ему дочь Луну.
- Доктор Лорен Блум (Джанет Монтгомери) — врач скорой помощи, заведующая отделением скорой помощи. Выросла в Нью-Йорке в богатой семье из высшего сословия. Ее мать Джанин, была нью-йоркской светской львицей, а отец управлял дерматологической клиникой. Страдала синдромом дефицита внимания и гиперактивности — неврологического расстройства, которое лечила с помощью таблеток, что прятала в баночке из-под ибупрофена. Прошла лечение в реабилитационном центре.
- Доктор Хелен Шарп (Фрима Аджимен) — заведующая онкологическим отделением. Окончила Школу клинической медицины Кембриджского университета, базовую программу и специализацию получила в больнице Кингс-Колледж в Лондоне. Дипломированный специалист в области гематологии для взрослых и детей.
- Доктор Флойд Рейнольдс (Джоко Симс) — сердечно-сосудистый хирург, заведующий кардиохирургическим отделением. Окончил Йельский университет.
- Доктор Игги Фром (Тайлер Лэбин) — психиатр, заведующий психиатрическим отделением. Есть муж и трое приёмных детей из Бангладеш.
- Доктор Виджай Капур (Анупам Кхер) — невролог, заведующий неврологическим отделением. Есть сын.

## Второстепенные герои
- Доктор Зак Лигон (Джей Джей Филд) — врач физиотерапевт. Имел роман с доктором Лорен Блум.
- Доктор Кассиан Шин (Дэниел Дэ Ким) — врач отделения неотложной хирургии.
- Дора (Забрина Гевара) — администратор больницы «Новый Амстердам».
- Питер Фултон (Рон Рифкин) — начальник больницы «Новый Амстердам».
- Джорджия Гудвин (Лиза О’Хара) — жена Макса Гудвина. Умерла от кровопотери в первой серии второго сезона.
- Иви (Марго Бингем) — встречается с доктором Флойдом Рейнольдсом. Работает в юридическом отделе больницы «Новый Амстердам».
- Кейси (Алехандро Эрнандес) — ординатор отделения скорой помощи.

## Обзор сезонов
| Сезон | Серии | Серии | Даты показа      | Даты показа     |
| Сезон | Серии | Серии | Первая серия     | Последняя серия |
| ----- | ----- | ----- | ---------------- | --------------- |
| 1     | 22    | 22    | 25 сентября 2018 | 14 мая 2019     |
| 2     | 18    | 18    | 24 сентября 2019 | 14 апреля 2020  |
| 3     | 14    | 14    | 2 марта 2021     | 8 июня 2021     |
| 4     | 22    | 22    | 21 сентября 2021 | 24 мая 2022     |
| 5     | 13    | 13    | 20 сентября 2022 | 17 января 2023  |

## Производство
25 сентября 2017 телекомпания NBC озвучила планы по созданию пилотного эпизода новой медицинской драмы, сценарий к которому написал Дэвид Шулнер, став ещё и исполнительным продюсером вместе с Питером Хортоном.
В феврале-марте 2018 года был объявлен актерский состав пилотной серии: Фрима Аджимен, Анупам Кхер, Джанет Монтгомери, Тайлер Лэбин, Райан Эгголд и Джоко Симс.
В мае 2018 стало известно, что NBC заказала съёмки целого сезона, который состоит из 22 эпизодов. Позже стало известно, что премьера сериала пройдёт осенью 2018, серии будут выходить по вторникам в 22:00.

## Критика
На агрегаторе рецензий Rotten Tomatoes сериал набрал 34 % «свежести» на основе 32 отзывов со средним рейтингом 5,8 из 10. На Metacritic сериал получил 47 баллов из 100 на основе 14 «смешанных и средних» рецензий. В крупнейшей базе данных фильмов IMDb сериал «Новый Амстердам» имеет средний рейтинг посетителей в 8,1 из 10 (6 266 голосов).
Майкл Старр из New York Post написал: «„Новый Амстердам“ удовлетворит поклонников жанра. Несколько предсказуемо, с умеренной дозой мыльности в прайм-тайм, но с сильным выступлением Эгголда и интересным актерским составом второго плана это шоу может обладать правильным рецептом для привлечения последователей».
Кэролайн Фрамке из Variety дала сериалу отрицательный отзыв и особенно критиковала Эгголда: «Проблема в том, что независимо от того, сколько побочных персонажей и сюжетов сериал добавляет в смесь — а он добавляет много — доктор, который должен быть его главным катализатором раздражает, что в конечном итоге затмевает более многообещающие элементы».